# Нове Байгулово
Нове Байгу́лово (рос. Новое Байгулово, чув. Çĕнĕ Куснар) — присілок у складі Маріїнсько-Посадського району Чувашії, Росія. Входить до складу Кугеєвського сільського поселення.
Населення — 113 осіб (2010; 176 у 2002).
Національний склад:
- чуваші — 99 %